# Frederic Carles Hauke
Frederic Carles Hauke va néixer a Mainz el 4 d'octubre de 1737 i va morir a Varsòvia el 18 de juny de 1810. Era fill d'Ignasi Hauke (1705 - 1784) i de Maria Francesca Riedesel, filla de Jordi Frederic de Riedesel.

## Matrimoni i fills
Es va casar amb Salomé de Schweppenhäuser (1751 - 1833). Entre els seus fills cal destacar el general Maurici de Hauke, pare de Júlia de Hauke, que esdevindria princesa de Battenberg (1825 - 1895), i, per tant, entre els seus descendents hi ha els monarques britànics i espanyols.
- Cristina Federica (1774-1823), es va casar amb el general Josep Hurtig.
- Maurici de Hauke (1775-1830), general que va obtenir el títol nobiliari de comte.
- Carolina Lluïsa (1777-1858), es va casar amb Carles Lessel.
- Lluís August (1779-1851).
- Amàlia (1783-1875)
- Cristià (1785-1803), va morir ofegat al riu Vístula.
- Josep Enric (1790-1837).